# Korai magömlés
A korai magömlés a leggyakoribb szexuális problémák egyike. Korai magömlésről akkor beszélünk, ha a férfi ejakuláció túl hamar következik be. A legáltalánosabb definíció szerint akkor nevezzük korainak a magömlést, ha a férfi a behatolástól számítva 2 percen belül ejakulál.

## Általános tények a korai magömlésről
A magfolyadék két részletben lövell ki a testből. Az összehúzódási (kontrakciós) fázisban a prosztata összehúzódik, és az ondót a húgycsőbe üríti. A kivezetési (expulziós) fázisban a mag kitolódik a húgycsövön a hímvesszőn kívülre.
A korai magömlés a leggyakoribb férfi szexuális probléma, körülbelül a férfiak 40 százalékát érinti. Problémává akkor válik, amikor majdnem minden szexuális aktus alkalmával megtörténik.
Különbséget lehet tenni elsődleges korai magömlés (olyan állapot, amely mindig létrejön, vagyis a férfi sohasem képes kontrollálni ejakulálását) és a másodlagos korai magömlés (ami meghatározott időben történik) között.
A korai magömlés bármely életkorban jelentkezhet, de a fiatal, tapasztalatlan férfiak körében a leggyakoribb. A túl korán ejakuláló férfi gyakran szenved szexuális csökkent érzékenységtől az ejakuláció alatt, ami végül a nemi vágy csökkenéséhez és merevedési zavarhoz vezethet. Az alapvető okok, ami miatt a férfi képtelen kontrollálni ejakulációját: szorongás, bűntudat és az attól való félelem, hogy „nem elég jó az ágyban”.

## Testi okai
Urogentális betegségek a húgycsőnél és a prosztatánál, neurológiai elváltozások, degeneratív problémák, érrendszeri elváltozások, gyógyszerek (antidepresszánsok, vérnyomás-szabályzók, stimulálók), a pénisz makkjának túlérzékenysége, hormonális kiegyensúlyozatlanság, más egyéb tényezők és betegségek, amelyek hatnak az ejakulációs reflexmechanizmusra.

## Pszichológiai okai
Ezek sokkal gyakoribbak. A korai magömlés közvetlen oka az élvezet csökkenése vagy a szexuális vágy hiánya. Ez a következők miatt alakulhat ki: gyerekkori elnyomás; a szexualitással kapcsolatos információk hiánya; a férfi partnerétől jövő nyomás; otthoni problémák; szorongás; stressz; a kudarctól való félelem; félelem attól, hogy nem tudja kontrollálni az ingert; a partnernek nincs gyakorlata a szeretkezésben, frigid vagy közömbös. Emellett más okok is szerepelhetnek: nem érez vonzalmat a partnere iránt, akár kinézet, akár higiéné, a kommunikáció vagy az össze nem tartozás érzése miatt; a partnernek nőgyógyászati problémái vannak; gyermekkorban szexuálisan zaklatták; depresszió; munkahelyi vagy egyéb kapcsolati problémák.

## Kezelése

### Szakember igénybevétele
A férfiak jó része önmaga is képes felülkerekedni a korai magömlésen, de néhányuknak szükségük lehet szakemberre. A szakember tisztázza a kétségeket, megpróbálja elmagyarázni az okokat, megtanít néhány hasznos technikát a probléma megoldására.

### „Állj és tovább” feladatok
Jó néhány hatékony technika létezik, ami lehetővé teszi, hogy a problémában szenvedő férfi megszerezze a kontrollt. Ilyen lehet például a hímvessző ingerlése egy ideig (akár önkielégítés, akár partnerrel történő szexuális aktus), aztán az ingerlés abbahagyása, közvetlenül azelőtt, hogy megtörténne az ejakuláció. 30-60 másodperces pihenőfázis után újabb ingerlés következik, megint csak a határig. Az „állj és tovább” feladatot 5-6-szor kell elvégezni, mielőtt a férfi megengedi magának az ejakulációt.

### Összenyomásos módszer
A hímvesszőt addig izgatják, amíg úgy nem érzi, hogy nagyon közel ért az ejakulációhoz. Ekkor finoman össze kell nyomni a pénisz hegyét azon a ponton, ahol a makk találkozik a pénisz testével. Körülbelül 30 másodpercig kell szorítani – eközben megszakítani a szexuális ingerlést – majd ezután újra kell kezdeni az ingerlést. Ez egészen addig folytatható, amíg a férfi el nem akar élvezni.

### Érzéstelenítő krémek vagy spray-k
Ezek a péniszt befújva érzéstelenítik azt. Mérsékelten hatásosak, és a szex kevésbé élvezhető általuk, mivel a partnerrel is kapcsolatba kerül, így az ő érzékenységét és örömét is gyengíti. A felszívódott, lemosott érzéstelenítő már nem lesz hatással a partnerre.

### Antidepresszánsok
Bizonyos antidepresszánsok mellékhatásukként késleltethetik az ejakulációt. Pár órával a szexuális aktus előtt bevéve segíthetnek a probléma javulásában. Bár e gyógyszerek nem javasoltak korai magömlés kezelésére, gyakran mégis használják ezeket (pl. Dapoxetine); jóllehet mellékhatásként merevedési zavar jelentkezhet.

### Erős potencianövelő szerek
Másik lehetséges kezelés olyan potencianövelő szer használata, amelyek kitágítják az ereket a pénisz barlangos testében. Helyi hatása az lehet, hogy a pénisz akár 40-60 percig fenn tudja tartani a merevedést. Ennek a természetes merevedésnek az a sajátos tulajdonsága, hogy nem múlik el azonnal az ejakulációval, így lehetővé teszi a szexuális aktus folytatását a férfi számára.

### Egyéb gyógyhatású készítmények
Bizonyos gyógyhatású természetes készítmények szintén segíthetnek a korai magömlés késleltetésében.

### Sebészeti beavatkozás
Sebészeti beavatkozással idegi szinten lehet gyógyítani a korai magömlést. A beavatkozást úgy tervezték meg, hogy csökkenti a pénisz azon részének érzékenységét azért, hogy az ejakulációt késleltetni lehessen. Az operáció 40-60 perc alatt végezhető el. Csak testi okok esetében hatásos. Ha a probléma lelki, további viselkedés-kezelések szükségesek.

### PC izom tornával
A korai magömlés elkerülésének talán legtisztább módja az úgynevezett PC (pubococcygeus) izom fejlesztésén alapul. Megfelelő technika és izomfejlettség esetén az ejakuláció közvetlen bekövetkezte előtt összeszorított PC izom megakadályozza a magömlést, és folytatható a szexuális kapcsolat.